# Prosperiti
Prosperiti (Просперити) è un film del 1933 diretto da Jurij Andreevič Željabužskij.